# 都野就政
都野 就政（つの なりまさ）は、江戸時代の武士。毛利氏の家臣で長州藩士。

## 生涯
寛永2年（1625年）、毛利氏家臣である都野元勝の子として生まれ、寛永9年（1632年）9月5日に毛利秀就の加冠により元服し、秀就の偏諱から就政と名乗った。また、正保4年（1647年）1月11日に秀就から「勘右衛門尉」の官途名を与えられた。
就政は毛利秀就、綱広、吉就の三代に仕え、元禄3年（1690年）に死去。子の頼久が後を継いだ。